# أسمى طوبي
أسمى رزق طوبي  (1905-1983) هي شاعرة وكاتبة فلسطينية، ولدت في الناصرة، وعاشت معظم حياتها بلبنان وتوفيت بها، تعتبر من رواد كتاب المسرح الفلسطينى ومن أوائل النساء كاتبات المسرح الفلسطينيات.
واهتمت بقضايا المرأة وشاركت وأسست حركات وطنية ضد الاحتلال واذيع لها الكثير من البرامج الإذاعية على الاثير وحررت في العديد من المجلات والجرائد ونشر لها مؤلفات ومترجمات وديوان شعر وكتب بالإنجليزية وساعدت في الحركة الوطنية الفلسطينية وجمعت تبرعات لها. وامتاز شعرها بانه كان موجها بشكل أساسي للقضية الفلسطينية وتصوير معاناتها وتبجيل الكفاح والوطنية.
قال عنها جهاد أحمد صلاح في كتابه (أسمى طوبى رائدة الكتابة النسائية في فلسطين): «وهكذا كانت أسمى طوبي، كما أرادت ان تكــون، حرة في وطنيتها اولاً، وحــرة في مجالات الإبداع والكتابة التي مارســتها ثانياً، وحرة في انســانيتها ممثلة في قضية المرأة ثالثاً».

## نشأتها
ولدت في عائلة شعرية حيث كان اباها شاعراً وبعد أن أكملت دراستها الابتدائية أكملت دراسة اليونانية بعد ذلك رحلت إلى عكا مع زوجها إلياس نيقولاي خوري والذي ينتمى إلى عكا وعلمت أسمى انها تريد ان تكون شاعرة في سن مبكرة فبدأت أسمى مشوارها الأدبى وهي بنت الأربعة عشر ربيع
فعمدت إلى تثقيف نفسها وانهالت على الثقافة الشعرية درست القرأن لتزيد من حصيلة اللغة العربية عندها. وفي سن صغير شاركت في «اتحاد المرأة» في مدينة عكا وأصبحت ناشطة بها بين عامي 1929-1948، وانضمت إلى «جمعية الشابات المسيحيات» وبرزت بها أيضا وتولت رئاسة «جمعية الشابات الأرثوذكسيات». وترأست الحركة الوطنية النسائية. اضطرت ان ترحل من فلسطين بعد النكبة عام 1948 وغادرت لبنان وهناك عملت في الصحافة والإذاعة وفي منتصف العشرينات بدات بكتابة المسرحيات وحين دخلت المسرح العربي اجتهدت وتميزت حيث كان منزلها ملتقى ومكان لتمرين الممثلات التي يجتهدن لتمثيل في مسرحيتيها اللتان تمثلان كل عام فكانت لتلك الفتيات مصدر ثقة وثقل لمواهبهن واثرت فيهن وفي نفس الوقت كانت تمول اتحادها من أموال المسرحيات وماتت في لبنان.

أسمى طوبى

## عملها في الإذاعة وتحرير الصحف
ساعدها زوجها وشجعها على العمل الاذاعي الذي لم يكن اختيار متاح لكثير من النساء فعملت في مجالات عدة وتميزت بها.

### الإذاعة
كان لها عدة أحاديث اذاعية مشهورة في فلسطين ولبنان واستعملت تلك الاحاديث كوسيلة فعالة للمشاركة في الحركة الوطنية التي كان لها دور كبير وأُذيعت احاديثها في عدة محطات منها: «الإذاعة الفلسطينية» (هنا القدس). بعد عام 1948 اذاعت في يافا في محطة «الشرق الأدنى» للإذاعة العربية، وعبر إذاعة بيروت.

### الصحافة
حررت الصفحة النسائية في عدة جرائد منها تحريرها قبل النكبة عام 1948 في جريدة فلسطين، وبعد النكبة اضطرت إلى ان تهاجر إلى لبنان لتحرر هناك في جريدة كل شيء الصفحة النسائية، وحررت أيضا نفس الصفحة النسائية في مجلة الأحد في بيروت.

## أعمالها الادبية
كتبت الدراما والشعر والخيال والعديد من الأعمال المنشورة باللغة الإنجليزية. وهي المرأة الفلسطينية الوحيدة التي كتبت الأدب المسرحي في مرحلة ما قبل النكبة. وفي الفترة بين بداية الحرب العالمية الثانية والكارثة نشطت أسمى رزق في كتابتها المسرحية كثيراً وازدخرت تلك الكتابات. على حسب قول بعض الباحثين أن ثلاثا من مسرحيات أسمى طوبى ربما كتبت ومثلت في فلسطين ولبنان بين سنتي 1925 و1930، وطبعت أسمى والتي تعتبر من رواد المسرح في فلسطين أولى مسرحياتها في عكا سنة 1925. موضوعات مقالات أسمى طوبي قد شملت الوطنيات والإنسانيات والنسائيات والخواطر الوجدانية والتأملات. وقد توقف عند كل واحد من هذه العناوين، جمعت جميع المقالات المنشورة لها في كتاب: «أحاديث من القلب» - بيروت 1955.

### أشعارها
- ديوان بعنوان: «حبي الكبير» - على غلافه خارطة فلسطين - دار الآداب - بيروت 1972.

#### خصائص شعرها
تتكنف العواطف الوطنية اشعار ديونها وتملئها حرارة وتتناول أفكار اغلبها يعكس واقع الازمة الفليسطينة في بدايتها والتي عاصرتها أسمى طوبى فتتكلم عن الامل والمستقبل الوطنى وتعظيم الشهادة والجهاد من أجل الوطن واستيحاء ما تمرّ به فلسطين، وتحاول ان تؤرخ تلك الفترة بمعالمها القاسية في قصيدة حية وترسم رسم عاطفي رومانسي للفدائي. تكتب قصيدة وتتكلم عن مراحل عمرها. شعرها يميل إلى النمط السائد في الشعر في عصرها..

### الأعمال المسرحية
1. أصل شجرة الميلاد (3 فصول).
2. مصرع قيصر روسيا وعائلته (5 فصول) – عكا 1925.
3. صبر وفرج (3 فصول) – عكا 1943.
4. نساء وأسرار (4 فصول).
5. شهيدة الإخلاص (3 فصول).
6. واحدة بواحدة(فصل واحد).
7. القمار(فصل واحد).

### الكتب النثرية
- على مذبح التضحية – جزآن – عكا 1946.
- الفتاة وكيف أريدها – عكا 1943.
- عبير ومجد – بيروت 1966.
- نفحات عطر – مقالات – بيروت 1967.

### أعمال شعرية
- حبي الكبير – ديوان شعر – دار الآداب – بيروت 1972.

### مترجمات
- لابن الضال (رواية).
- أحاديث من القلب (مجموعة قصص).
- الدنيا حكايات.
- في الطريق معه.

## مجهودتها الوطنية والسياسية
عملت جاهدة لمساعدة بلادها في ظروف الحرب حيث شاركت في تأسيس «الاتحاد النسائي العكي» وصارت رئيسة له في أواخر عهد انتداب الاحتلال البريطانى لفلسطين، وشغلت منصب رئيسة الاتحاد النسائي العربي في فلسطين. هدف الاتحاد النسائي إلى ترسيخ المفهوم الثوري والقومي لدى الفلسطينيين والفلسطينيات من خلال تعميق ارتباطاتهم بالحركات الثورية والعربية والعالمية. توعية العامة وتكوين راى عام واعى بالقضية الفلسطينية عن طريق كونهم حلقة وصل بين ألاتصال بالمثقفين والمفكرون الوطنيون في كافة الحقول السياسية والترويج لمعنى القومية في الندوات وكان لها نشاط خطابي ألقت فيه أكثر من خمسين محاضرة
أو بوسائل أخرى عديدة مثل المنشورات أو من خلال إذاعة هنا القدس الفلسطينية التي استقطبت شخصيات نسائية كثيرة منهم أسمى طوبي التي قدمت برنامج «حديث إلى ألام العربية». وشاركت في أحداث فلسطين وهي في لبنان بتقديم الأحاديث الإذاعية. واتجهت لجمع التبرعات عبر الحفلات وتنظيم حفلات التبرع، وتجنيد فرق الإسعاف التطوعي، منحت الوسام اللبناني الرفيع «قسطنطين الأكبر» سنة 1973..

## جوائز
- منحت الوسام اللبناني الرفيع «قسطنطين الأكبر» سنة 1973.
- عام 1990 مُنح اسمها وسام القدس للثقافة والفنون والآداب بعد وفاتها سنة 1983.[12]

## جزء من أشعارها
لن تهون/
أيها النسر الذي حلَّقَ/
يمحو بجناحِهْ/
عارَ الاِستسلام والذلِّ/
حمى الله جناحَهْ/
أيها الليثُ الذي يزأر في/
حَلَكِ الليالي/
لا يبالي/
يا فدائي من بلادي/
لن تهونْ/
يا فدائيْ من بلاد الأنبياءْ/
من حدود الشمس كبراً وإباءْ/
تفتدي القدسَ بأنهار الدماءْ/
تفتدي أرضَ الجدودْ/
يا فدائي من بلادي/
لن تهونْ/
يا فدائيْ/
كل عرقٍ فيك ينبضْ/
لن نهونْ/
ونشيدُ الثأر من وغدٍ عدا/
من تتارٍ قذفَتْهم أرضُ قومٍ/
فأتوا كي يسرقوا أوطاننا/
مزّقوا أطفالنا/
علّموا العالمَ معنى الظلمِ/
معنى الهمجيّهْ/
فأجبنا حيثما يوجد ظلمٌ واعتداءْ/
فهنا يحلو الفداءْ/
طاوِلوا النجم وهزُّوا/
مرقدَ الباغي وصِيحوا وازأَرُوا/
تزأر الريحُ تصيحْ/
قد خُلقتم من شُواظٍ/
من رعودْ/
وهزجتمْ:/
كلُّ من دنَّسَ هذا التُّرْبَ/
مأواه اللحودْ/
يا رفاقَ الكهف والوادي ومَنْ /
يطرب السفحُ لدى/
وَقْعِِ خُطاهمْ/
ويغنِّي الدوح والبستانُ/
أهلاً مرحبا/
ستزيحون الوشاحَ الأسودَا/
فيطلُّ الفجرُ رغداً سيِّدا/
ونعودْ/
نلثم التربَ المندَّى بدماكم/
نلثم التربَ ونشتمُّ أريجَه/
ونغنّي/
عشتَ يا فخرَ بلادي/
يا فدائي.